# Есимов, Гафиз Кыдырович
Гафи́з Кыды́рович Еси́мов (9 мая 1947, Махамбетский район, Гурьевская область, КазССР, СССР — 12 ноября 2024, Алматы, Казахстан) — советский и казахстанский оперный певец, (лирический баритон). Народный артист Казахской ССР (1987).

## Биография
Родился в 1947 году в Гурьевской области.
Подал документы на факультет геологоразведки политехнического института, проучился там 3 года, но когда после очередного смотра художественной самодеятельности к нему подошёл председатель жюри народный артист РК, профессор Бекен Бекенович Жилисбаев и порекомендовал связать карьеру с пением, поступил на вокально-хоровой факультет Алма-Атинской государственной консерватории им. Курмангазы (баритон; класс Б. Б. Жилисбаева).
В 1975 году окончил консерваторию. В 1978 году проходил ассистентуру-стажировку. С 1975 года — солист Казахского национального театра оперы и балета им. Абая. С 1978 года преподавал в Казахской национальной консерватории им. Курмангазы.
Умер 12 ноября 2024 года в возрасте 77 лет.

## Репертуар
- Жермон (Дж. Верди «Травиата»);
- Жанбота (М. Тулебаев «Біржан и Сара»)[2];
- Дударай (Е. Брусиловский «Дударай»);
- Ер-Таргын (Е. Брусиловский «Ер-Таргын»);
- Абай (А. Жубанов и Л. Хамиди «Абай»);
- Евгений Онегин (П. Чайковский «Евгений Онегин»);
- Роберто (П. Чайковский «Иоланта»);
- песни и романсы зарубежных, русских и казахских композиторов.
- Автобиография «Өнер соқпағымен». Режиссёр опер «Кыз-Жибек» Е.Брусиловского и «Махамбет» Б.Жуманиязова на сцене ГАТОБ им. Абая. Автор проекта «Кто мы, откуда?» и ежегодных концертов «Парад баритонов»[1].

## Достижения
- Лауреат I Республиканского конкурса вокалистов им. К. Байсеитовой (1975, г. Алматы)[2],
- Лауреат Всесоюзного конкурса им. М. Глинки (1977, Ташкент)[2] (по другим данным, 1972[3])[5]
- Лауреат Международного конкурса им. Ф. Виньяса (3 премия, 1980, Барселона)[1]

## Награды
- 1982 — Присвоено почётное звание «Заслуженный артист Казахской ССР»[2]
- 1987 — Присвоено почётное звание «Народный артист Казахской ССР»
- 1994 — Почётная грамота Республики Узбекистан (26 мая 1994 года, Узбекистан) — за самоотверженный труд и высокое профессиональное мастерство, проявленные при подготовке и проведении Дней Республики Казахстан в Узбекистане[6]
- 2009 — Орден Курмет[7]
- «Отличник образования Республики Казахстана»
- «Почётный работник образования Республики Казахстан»
- профессор Казахская национальная консерватория
- Лауреат государственный степенидии в области културы РК
- Обладатель ордена "Махамбет"
- Почетный гражданин Атырауской области